# Старотор'яльське сільське поселення
Ста́ротор'я́льське сільське поселення (рос. Староторъяльское сельское поселение) — муніципальне утворення у складі Новотор'яльського району Марій Ел, Росія. Адміністративний центр — село Старий Тор'ял.

## Історія
Станом на 29002 рік існували Старотор'яльська сільська рада (село Старий Тор'ял, присілки Велика Нурма, Ібрайсола, Кожласола, Купсола, Лудакенер, Максакродо, Нижній Ядикбеляк, Нурумбал, Пеледиш, Сабличево, Середній Ядикбеляк, Тупино, Ушемнур, Яштрексола) та Токтарсолинська сільська рада (присілки Алеєво, Биваєнки, Велика Кемсола, Верхнє Махматово, Єгорята-Мішата, Кугер'ял, Кугунур, Куркумбал, Мала Кемсола, Нурмучаш, Нижнє Махматово, Пактеково, Руський Шуй, Сергійсола, Шемермучаш, Шургуял). Пізніше присілки Єгорята-Мішата та Руський Шуй були передані до складу Пектубаєвського сільського поселення.
1 квітня 2009 року були ліквідовано Токтарсолинське сільське поселення (колишня Токтарсолинська сільська рада), його територія увійшла до складу Старотор'яльського сільського поселення (колишня Старотор'яльська сільська рада).

## Населення
Населення — 1830 осіб (2019, 2181 у 2010, 2392 у 2002).

## Склад
До складу поселення входять такі населені пункти:
| Населений пункт              | Населення, осіб (2002) | Населення, осіб (2010) |
| ---------------------------- | ---------------------- | ---------------------- |
| Алеєво, присілок             | 88                     | 92                     |
| Биваєнки, присілок           | 3                      | 0                      |
| Велика Кемсола, присілок     | 109                    | 111                    |
| Велика Нурма, присілок       | 94                     | 121                    |
| Верхнє Махматово, присілок   | 84                     | 70                     |
| Ібрайсола, присілок          | 6                      | 17                     |
| Кожласола, присілок          | 0                      | -                      |
| Кугер'ял, присілок           | 8                      | 3                      |
| Кугунур, присілок            | 11                     | 4                      |
| Купсола, присілок            | 74                     | 53                     |
| Куркумбал, присілок          | 16                     | 20                     |
| Лодакенер, присілок          | 7                      | 1                      |
| Максакродо, присілок         | 32                     | 22                     |
| Мала Кемсола, присілок       | 40                     | 31                     |
| Нижнє Махматово, присілок    | 62                     | 68                     |
| Нижній Ядикбеляк, присілок   | 53                     | 39                     |
| Нурмучаш, присілок           | 15                     | 16                     |
| Нурумбал, присілок           | 98                     | 87                     |
| Пактеково, присілок          | 72                     | 59                     |
| Пеледиш, присілок            | 16                     | 7                      |
| Сабличево, присілок          | 22                     | 17                     |
| Сергійсола, присілок         | 27                     | 31                     |
| Середній Ядикбеляк, присілок | 22                     | 13                     |
| Старий Тор'ял, село          | 773                    | 735                    |
| Токтарсола, присілок         | 416                    | 362                    |
| Тупино, присілок             | 38                     | 30                     |
| Ушемнур, присілок            | 36                     | 23                     |
| Шемермучаш, присілок         | 123                    | 112                    |
| Шургуял, присілок            | 35                     | 35                     |
| Яштрексола, присілок         | 12                     | 2                      |